# Monsterasläktet
Monsterasläktet (Monstera) är ett växtsläkte ur familjen kallaväxter (Araceae) som består av cirka 50 arter från tropiska Central- och Sydamerika. Några arter såsom t.ex. Monstera deliciosa odlas som krukväxter. Andra populära arter inkluderar Monstera adansonii, M. obliqua, M. borsigiana, M. standleyana och M. karstenianum.
Monstera arter är mycket populära bland samlare och vissa typer kan betinga mycket höga priser.
Städsegröna lianer med hela eller flikiga blad. Bladskivan kan ibland vara perforerad med hål. Hölsterblad båtformat, blomkolv cylindrisk. Blommor tvåkönade, fertila upptill, sterila nertill. Kronblad saknas. Ståndare 4. Frukten är ett bär.

## Monstera-arter
Det finns för närvarande 49 kända arter av monstera.
- Monstera acacoyaguensis Matuda
- Monstera acuminata K.Koch – Shingle plant
- Monstera adansonii Schott
  - Monstera adansonii subsp. adansonii (Schott) Mayo & I.M.Andrade
  - Monstera adansonii subsp. blanchetii (Schott) Mayo & I.M.Andrade
  - Monstera adansonii subsp. klotzschiana (Schott) Mayo & I.M.Andrade
  - Monstera adansonii subsp. laniata (Schott) Mayo & I.M.Andrade
- Monstera amargalensis Croat & M.M.Mora
- Monstera anomala Zuluaga & Croat
- Monstera aureopinnata Croat
- Monstera barrieri Croat, Moonen & Poncy
- Monstera boliviana Rusby
- Monstera buseyi Croat & Grayum
- Monstera cenepensis Croat
- Monstera costaricensis (Engl. & K.Krause) Croat & Grayum
- Monstera deliciosa Liebm. – Ceriman, Swiss-cheese plant
- Monstera dissecta (Schott) Croat & Grayum
- Monstera dubia (Kunth) Engl. & K.Krause
- Monstera egregia Schott
- Monstera epipremnoides Engl.
- Monstera filamentosa Croat & Grayum
- Monstera florescanoana Croat, T.Krömer & Acebey
- Monstera glaucescens Croat & Grayum
- Monstera gracilis Engl.
- Monstera guzmanjacobiae Diaz Jim., M.Cedeño, Zuluaga & Aguilar-Rodr.
- Monstera integrifolia Zuluaga & Croat
- Monstera juliusii M.Cedeño & Croat
- Monstera kessleri Croat
- Monstera lechleriana Schott
- Monstera lentii Croat & Grayum
- Monstera limitaris M.Cedeño
- Monstera luteynii Madison
- Monstera maderaverde Grayum & Karney
- Monstera membranacea Madison
- Monstera minima Madison
- Monstera molinae Croat & Grayum
- Monstera monteverdensis M.Cedeño & Croat
- Monstera obliqua Miq.
- Monstera oreophila Madison
- Monstera pinnatipartita Schott
- Monstera pittieri Engl.
- Monstera planadensis Croat
- Monstera praetermissa E.G.Gonç. & Temponi
- Monstera punctulata (Schott) Schott ex Engl.
- Monstera siltepecana Matuda
- Monstera spruceana (Schott) Engl.
- Monstera standleyana G.S.Bunting
- Monstera subpinnata (Schott) Engl.
- Monstera tacanaensis Matuda
- Monstera tenuis K.Koch
- Monstera tuberculata Lundell
  - Monstera tuberculata var. brevinoda (Standl. & L.O.Williams) Madison
  - Monstera tuberculata var. tuberculata
- Monstera vasquezii Croat
- Monstera xanthospatha Madison

Tidigare ej längre giltiga arter
- Monstera alticola Croat
- Monstera bocatorana Croat & Grayum
- Monstera coloradensis Croat
- Monstera fortunense Croat
- Monstera gigantea (Roxb.) Schott - Epipremnum giganteum (Roxb.) Schott
- Monstera jefense Croat
- Monstera pirrense Croat

Arter som ofta felaktigt identifieras som Monstera:
- Rhaphidophora tetrasperma
- Thaumatophyllum bipinnatifidum